# NGC 6119
NGC 6119 (другие обозначения — MCG 6-36-26, ZWG 196.40, KUG 1617+379, PGC 57837) — спиральная галактика (Sc) в созвездии Северная Корона.
Этот объект входит в число перечисленных в оригинальной редакции «Нового общего каталога».